# Binnenrijm
Binnenrijm is rijm binnen één versregel.
- Merck toch hoe sterck nu in't werck zich al stelt,
die t'allen tij zo ons vrijheid heeft bestreden.
(Adriaen Valerius)